# Антонюк Тетяна Дмитрівна
Тетя́на Дми́трівна Антоню́к (до шлюбу Прощенко; 13 серпня 1959, село Тростянка, Борзнянський район, Чернігівська область) — українська історикиня, експертка із українознавства, зарубіжної україніки, книгознавства, історії освіти України у ХХ–ХХІ століттях, завідувачка відділу зарубіжної україніки Інституту книгознавства Національної бібліотеки України імені В. І. Вернадського, доктор історичних наук, доцент.

## Життєпис
- 1959, 13 серпня — народилася у селі Тростянка Борзнянського району Чернігівської області.
- 1984 — закінчила історичний факультет Київського державного університету ім. Т. Г. Шевченка.
- 1984—2012 — вчителька загальноосвітніх шкіл № 122, 176 та 181, заступниця директора школи № 181, м. Київ; старша викладачка, доцент Київського славістичного університету; завідувачка кафедри, проректор Державної академії житлово-комунального господарства.
- 2005 — здобула науковий ступінь кандидата історичних наук, тема дисертації: «Денаціоналізація системи відносин сім'ї і школи в умовах радянізації освіти в УСРР (20-ті — початок 30-х років ХХ століття)».
- 2008 — присвоєно вчене звання доцента.
- 2012—2015 — докторант Київського національного університету імені Тараса Шевченка.
- 2016, січень — здобула науковий ступінь доктора історичних наук, тема дисертації: «Міжнародне співробітництво вищих навчальних закладів в умовах незалежності України (1991—2012 рр.): досвід університетів міста Києва».
- 2016, лютий — до сьогодні — завідувачка відділу зарубіжної україніки Інституту книгознавства Національної бібліотеки України імені В. І. Вернадського.

## Вибрана бібліографія
- Книгознавча характеристика видань української діаспори та їх роль у консолідації українства // Бібліотечний Вісник. — 2017. — № 6. — С. 18–22.
- Перспективы развития отдела зарубежной украиники Национальной библиотеки Украины имени В. И. Вернадского // Бібліотеки національних академій наук: проблеми функціонування, тенденції розвитку: науково-практичний і теоретичний збірник. — К., 2017. — Вип. 13. — С. 184—217.
- Відділ зарубіжної україніки як осередок збереження національної пам'яті // Історико-культурна спадщина: збереження, доступ, використання: збірка наукових праць. — Тернопіль, 2017. — С. 10–13.
- Бібліографія зарубіжної україніки — інтегральна складова національної бібліографії // Бібліотека. Наука. Комунікація. Стратегічні завдання розвитку наукових бібліотек: матеріали міжнародної наукової конференції (3–5 жовтня 2017, м. Київ). — К., 2017. — С. 427—429.
- Відділ зарубіжної україніки Національної бібліотеки України імені В. І. Вернадського: пріоритети діяльності та перспективи розвитку // Бібліотечний вісник. — 2016. — № 5. — С. 20–27.
- Навчальна книжка діаспори у фондах відділу зарубіжної україніки НБУВ // Бібліотека. Наука. Комунікація: формування національного інформаційного простору: матеріали міжнародної наукової конференції (Київ, 4–6 жовтня 2016 р.). — К., 2016. — С. 81–85.
- Міжнародні зв'язки київських університетів у 1991—2012 рр.: Монографія. — Вінниця, 2015. — 586 с.